# Hoplosmia olgae
Hoplosmia olgae là một loài Hymenoptera trong họ Megachilidae. Loài này được Tkalcu mô tả khoa học năm 1978.